# Vormsi
Vormsi (em estoniano:  Vormsi vald) é um município rural estoniano localizado na região de Läänemaa.